# The Obsessed
Gli Obsessed sono un gruppo doom metal/stoner metal statunitense (Maryland), formato nel 1976 da Scott "Wino" Weinrich, cantante e chitarrista, che fece parte anche di gruppi come Saint Vitus, Spirit Caravan, Place of Skulls, e dei The Hidden Hand.

## Formazione

### Attuale
- Scott "Wino" Weinrich – voce, chitarra (1980-1986, 1990-1995, 2012-presente)
- Brian Costantino – batteria, voce (2016-presente)
- Chris Angleberger – basso (2022-presente)
- Jason Taylor – chitarra ritmica (2022-presente)

### Ex componenti
- Greg Rogers – batteria (2016)
- Dave "The Slave" Williams – batteria
- Ed "Dameon" Gulli – batteria
- Norman Lawson – chitarra
- Mark Laue – basso (1980)
- Johnny Reese – chitarra, voce (1980)
- Vance Bockis	Vocals (1980-1983)
- Scott Reeder – basso (1990-1992)
- Guy Pinhas – basso (1992-1995)
- Reid Raley – basso (2013, 2017-2019), Vocals (2017-2019)
- Dave Sherman – basso (2016)
- Bruce Falkinburg – basso, voce (2016-2017)
- Sara Seraphim – chitarra (2016-2017)
- Brian White – basso (2019-2022), voce (2019-2022)

## Discografia

### Album in studio
- 1990 – The Obsessed (Hellhound Records)
- 1991 – Lunar Womb (Hellhound Records)
- 1994 – The Church Within (Hellhound Records/Columbia Records)
- 2017 – Sacred (Relapse Records)
- 2024 - Gilded Sorrow (Ripple Music)

### EP e singoli
- 1983 – The Obsessed (EP) (Invictus Records, ripubblicato nel 1996 con il nome Sodden Jackal dalla Doom Records)
- 1984 – Concrete Cancer (autoprodotto)
- 1994 – Streetside / Blind Lightning (Columbia Records)
- 1994 – To Protect And To Serve (Columbia Records)
- 1995 – Altamont  Nation (Bong Load Records)
- 2001 – On The Hunt / Cheatin Woman (split con i The Mystick Krewe Of Clearlight) (Southern Lord)
- 2016 – Sodden Jackyl (William Street Records)

### Album dal vivo
- 2012 – Live at the Melkweg November 28th 1992 (Obsessed Records)
- 2012 – Live Music Hall Köln December 29th 1992 (Roadburn Records)
- 2016 – Live at the Wax Museum (Doom Records)
- 2020 – Live at Big Dipper (Blues Funeral Recordings)

### Demo
- 1980 – Demo 1980 (autoprodotto)
- 1982 – Demo 1982 (autoprodotto)
- 1985 – Promo Demo 1985 (autoprodotto, rimasterizzato e ripubblicato nel 2017 dalla Relapse Records con il nome Concrete Cancer)

### Raccolte
- 1997 – History of The Obsessed (Doom Records, non ufficiale)
- 1999 – Incarnate (Southern Lord Records)
- 2002 – History of The Obsessed Volume II (Doom Records, non ufficiale)